# Tépőzár

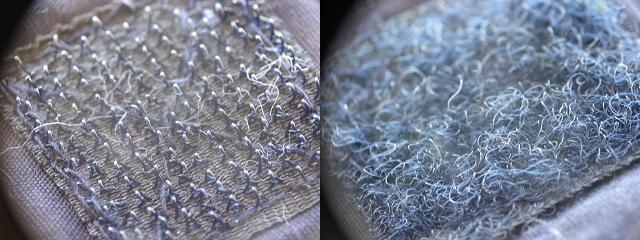
A tépőzár két elemének nagyított képe (a horgos, illetve a hurkos szalagfelület)

A tépőzár napjaink egyik fontos, ma már nélkülözhetetlen oldható záró vagy rögzítő eleme. Ruházati termékeken, háztartási és lakástextíliákon, bőrdíszmű árukon, cipőkön, gyógyászati eszközökön, csomagolásokon, járműveken és sok más helyen alkalmazzák gyors, tartós, biztos megfogású zárásra, kézzel oldható nyitásra, kisebb-nagyobb tárgyak oldható rögzítésére.
A tépőzár feltalálója a svájci Georges de Mestral (1907–1990), aki az ötletet a bojtorján „működéséből” merítette, és sikerült textilből hasonlóan „horgos-hurkos” rendszert előállítania. A hagyomány szerint 1941-ben egy vadászatról hazatérve csak nagy nehezen tudta eltávolítani a bojtorján nadrágjába és kutyájának szőrébe akadt terméseit; ez adta az ötletet egy hasonló elven működő, a bojtorján apró, rugalmas horgait utánzó záróelem kifejlesztéséhez.
A tépőzáras, oldható rögzítés főleg a ruházkodásban terjedt el: eredményesen alkalmazzák gombok, csatok, cipzárak helyett kabátokon, nadrágokon, zsebek, cipők, szandálok és csizmák zárására (cipőfűző vagy csatok helyett). Használják még különböző bőrdíszműárukon (táskákon, bőröndökön, tárcákon stb.), hátizsákokon, sporteszközökön, szőnyegek, függönyök, kárpitok rögzítésére, az egészségügyben pelenkák, maszkok, gyógyászati segédeszközök stb., még műszív rögzítésére is. Kiválóan bevált a járműiparban például üléshuzatok rögzítésére, egyes felszerelési tárgyak, kábelek rögzítésére, az űrhajózásban ugyancsak tárgyak és az űrhajós öltözékek egyes elemeinek zárására, rögzítésére. Az űrhajósok öltözékében speciális szerepe is van, így a sisakba épített velcro-bélyeg teszi lehetővé, hogy megvakarhassák orrukat. Nagy felhasználója a tépőszalagoknak a hadsereg is, amely az egyenruhákon sok helyütt alkalmazza ezt a záróelemet. Ugyancsak katonai alkalmazása, hogy katonai járművek oldalára tépőszalaggal rögzítenek lövedékálló kerámialemezeket. A tépőzárat használják még műgyep, sőt, paróka rögzítésére is.

## Története

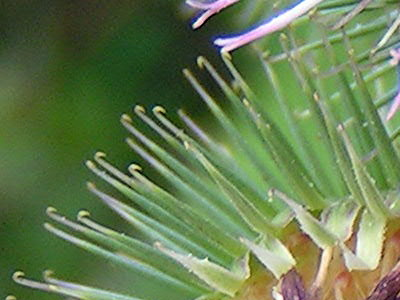
A bojtorján kampós tüskéinek nagyított képe

A tépőzár feltalálója a svájci Georges de Mestral (1907–1990), aki az ötletet a bojtorján „működéséből” merítette és sikerült textilanyagból hasonló „horgos-hurkos” rendszert előállítania. A hagyomány szerint 1941-ben egy hegyi kirándulásról hazatérve a kutyája szőrébe és a saját nadrágjába ragadt bojtorján terméseket csak nagy nehezen tudta eltávolítani. Ezeket mikroszkóp alatt megvizsgálva adódott az ötlet, hogy megkíséreljen a bojtorján apró, rugalmas horgait utánozva egy hasonló elven működő záróelemet kifejleszteni. (Idézik is egy későbbi mondását, amelyet cége vezetőinek mondott: „Ha bármelyik alkalmazottjuk kétheti szabadságot kér, hogy kirándulni mehessen, engedjék el!”.)
De Mestral egy lyoni szövőmesterrel együttműködve (az egyetlennel, aki hitt a megoldás sikerében, nevét a források nem említik) először pamut anyagú szövettel kísérletezett, de ez nem vált be, a pamut szakítószilárdsága nem bizonyult elég nagynak, hamar tönkrement. Ezért a nem sokkal korábban elterjedt poliamid szálasanyaggal folytatta próbálkozásait és ez sikerre vezetett. Rájött, hogy ha a poliamidszálakat a szövés során infravörös (hő)sugárzásnak teszi ki, majd gyorsan lehűti, a szálakból képzett hurkok alakjukat megtartva rögzülnek, de rugalmasak maradnak. Hosszas kísérletezés során arra is talált megoldást, hogy a szövésnél eredetileg zárt hurkokat még a gépen felvágja, így alakítva ki a szövet felületéből kiálló horgokat, amelyek azután – a bojtorjánhoz hasonlóan – bele tudnak kapaszkodni a másik, sokkal finomabb fonalhurkokkal borított bolyhos plüssfelületbe. Az egész eljárás gépesített megoldása egy évtizedig tartó kísérletezés eredménye volt és 1951-ben érett meg arra, hogy szabadalmaztathassa. A találmányt Velcrónak nevezte el, ami a tépőzár két alkotóelemének, a hurkos plüss-szalagnak (velours) és a horgokkal borított másik textilszalagnak (crochet) francia elnevezését kombinálja.
A feltaláló 1952-ben Svájcban céget alapított az új termék előállítására. Először Nyugat-Európában és Kanadában vezette be termékét, majd 1957-ben az USA-ban megalapította a Velco Industries céget. 1958-ban az USA-ban is szabadalmaztatta találmányát és ott is megkezdte a forgalmazást. A tépőzárat kezdetben ruházati cikkeken alkalmazták, de hamar kiderült, hogy más területeken is igen jól beválik. 
Legnagyobb sikerét akkor érte el, amikor a NASA használni kezdte a tépőzárszalagokat az űrhajósok ruházatán, jelentősen megkönnyítve ezzel számukra bonyolult öltözékük zárását, illetve nyitását, valamint egyes felszerelések rögzítésére az űrhajóban. Ennek mintájára sportruházatokon, búvárruhákon, sporteszközökön is jelentős szerepet kapott. De Mestral idővel a világ minden, iparilag jelentős országában szabadalmaztatta találmányát és ma már világszerte ismerik és használják, gyakran helyettesítve vele a cipzárat.
A Velcro szabadalmi védettsége 1978-ban lejárt, és ma már sokfelé, más cégek (Kuraray, Unitika, YKK stb.) is gyártanak ugyanezen az elven működő tépőzárat. Ugyanakkor a velcro szót gyakran gyűjtőnévként is használják az ilyen fajta tépőzárakra, bár a Velcro cég hevesen tiltakozik ez ellen.

## A tépőzár gyártása

### Szövés
A tépőzár elemeit, a horgokkal, illetve hurkokkal borított szalagokat textilipari kelmeképző eljárással állítják elő. A horgokkal borított szalagot szalagszövéssel, a plüss-szövetek gyártási elvén készítik, a hurkos szalagot hasonlóképpen szövéssel, vagy pedig kötéssel állítják elő. Anyaguk általában poliamid vagy poliészter, de speciális célokra készítik más anyagokból is.
A horgokkal ellátott szalagban a kampókat viszonylag vastag, huzalszerű monofilamentből alakítják ki, a hurkokkal ellátott másik szalag felületét (amelybe a horgok belekapaszodnak) vékony, multifilament fonalak alkotják. A megfelelő szövetszerkezet kialakításához speciális szalagszövőgépet használnak, amely az ún. forgófonalas kötésmód (szaknyelven: „dreher-szövés”) elvén működik, ezzel biztosítva, hogy a felvágott horgok ne hullhassanak ki.

### Kikészítés
Annak érdekében, hogy a monofilament fonalból képzett hurkok szabályos alakúak legyenek és azt felvágás után is megtartsák, a szövött szalagot hőrögzíteni kell. Az előrögzítést magán a szövőgépen végzik egy hősugárzó segítségével, amely poliamid 6.6 esetében pl. 170-175 °C-ra hevíti fel a szalagot, amit azután hirtelen lehűtenek, így stabilizálva a hurkok alakját. A végső rögzítést azután külön műveletben, speciális apró fémszemcsés közegben, ún. „homokban” végzik. Ezt a kezelést az előrögzítésnél magasabb hőmérsékleten hajtják végre, ez a hatás biztosítja a tartós hurokalakot a tépőzár zárása, illetve nyitása során, vagy a tépőzárral ellátott termék tisztításakor. A hőközlés és hűtés művelete a hurokalak rögzítésén kívül az egész termék maradandó stabilizálást célozza. A hőrögzítést követően porolással távolítják el a hurkok között esetleg bennmaradt szemcséket.
Az appretálás műveletével a hurkos, illetve horgos felület további stabilizálását érik el. A szalagok fonákoldalát műgyantával vonják be, a hőkezeléssel kialakuló makromolekulás réteg a színoldalon kiálló hurkok, illetve horgok még jobb megtartását eredményezi.
Eddig együtt folyik a kétféle szalag gyártása, ezután a funkciótól függően kettéválik a további technológia.

#### A hurkos szalag kezelése
A hurkos szalag aktív felületén a hurokrendszert mechanikai hatásokkal fellazítják. A multifilamentből (sok elemiszálból) álló hurkokat minél jobban szét kell választani, hogy a horgok jól belekapaszkodhassanak. A tépőzár hurkos szalagja ezért látszik szabad szemmel rendkívül borzolt plüss-szerű felületnek. A hurkok stabil szalagban maradását az alkalmazott szövetkötésmód és a hőrögzítés, appretálás együttesen biztosítja.

#### A horgos szalag kezelése
A monofilból (a huzalszerű, viszonylag vastag szintetikus fonalból) kialakított hurkok pontos felvágása – a horgok kiképzése – alapvetően befolyásolja a kész tépőzár minőségét. A vágás során arra kell ügyelni, hogy csak az egyik hurokszár kijelölt helyén következzék be szabályozott vágás, hiszen ha két helyen is átvágnák, vagy nem megfelelő helyen vágnák el a hurkot, nem alakulhatna ki az a kampó (horog), ami beleakadhat a másik szalag szálhurkaiba. A vágást egymással ellentétesen elmozduló vágóélekkel hajtják végre, elrendezésük és mozgatásuk szigorú szabályokat követ.
Mind a horgos, mind a hurkos szalag hátoldalát elláthatják olyan bevonattal, amely öntapadóvá teszi ezeket. Amelyeken ilyen bevonat nincs, azokat varrással lehet rögzíteni az alapkelméhez.

### Színezés
A tépőzár színezésére a gyártási folyamat legvégén kerül sor. Mindkét szalagfélnek azonos színűnek és egyaránt kiváló színtartóságúnak kell lennie. Olyan nyersanyagokat kell tehát választani, amelyek mind a színezésnél, mind a hőrögzítésnél egyformán viselkednek. Leggyakrabban poliamid 6.6-ot választanak, de egyéb szintetikus alapanyagok is előfordulnak (pl. poliészter), azonban épp a színezési körülmények lehetnek korlátozó tényezők (pl. a poliészter csak atmoszferikus nyomás felett színezhető). Mivel mindkét szalagfél teljesen kész állapotában kerül sor a színezésre, a színezés során fellépő hatások nem ronthatják a szalagok tapadó képességét.

## A tépőzár tulajdonságai
A tépőzár rendkívül erős rögzítést ad, ami azonban függ az egyes szalagfelek kiképzésétől, elsősorban a felhasznált fonalak anyagától és finomságától, a horogsűrűségtől (azaz a felületegységre eső horgok számától), a horgok irányítottságától (az egy irányban rendezett horgok tetszetősebb felületet, de kevésbé szilárd rögzítést eredményeznek), valamint az alkalmazott szövetszerkezettől. Magától értetődik, hogy minél nagyobb felületű az egymáshoz rögzített két szalagfél, és minél sűrűbben vannak horgok a szalagban, annál erősebb kötést biztosítanak, hiszen annál több horog és hurok kapcsolódik egymáshoz. A nyíróerőkkel szembeni rendkívül nagy ellenállása még egyes kötőelemek szegecselést helyettesítő, egyszerűbb szerelését is lehetővé teszi. Szakirodalmi utalások szerint egy kb. 13 cm² területű, függőleges falra erősített tépőzár akár 79 kg-ot is képes megtartani. Ha rezgő alkatrészeket rögzítenek egymáshoz ily módon, ez még fokozza is a rögzítőerőt, mert elősegíti, hogy minél több horog akaszkodjon bele az ellenoldali hurkokba.
A rögzítő erőt a szalagok helyes alkalmazási módjával is növelni lehet. A legerősebb kötést az biztosítja, ha a szalagok síkban helyezkednek el. Szétnyitni is úgy lehet, ha az egyik szalagfelet meghajlítják és úgy választják le a másik szalagfélről. Kis felületű tépőzár is nagy rögzítőerőt eredményezhet, ha gondoskodnak arról, hogy a két szalagfél külső erő hatására folyamatosan egymáshoz nyomódjon. Ezt használják ki például egyes cipőkonstrukciók esetében, ahol az egyik szalagot egy nyíláson fűzik át a másik szalagfélhez való tapasztás előtt.
A textiltermékeken alkalmazott tépőzárakkal szemben az egyik alapkövetelmény a használat, illetve tisztítás során fellépő mechanikai és vegyi hatásokkal szemben tanúsított ellenállás. A textilanyagra vonatkozó kezelési jelképekben megfogalmazott körülményeket károsodásmentesen és a záródási/nyithatósági funkció teljes megtartásával kell bírnia a késztermék teljes életciklusa alatt. A tépőzárat gyakran nagy értékű árukba építik be, így a kifogástalan minőség és tartósság garantálása rendkívül fontos.
A horgok még a legjobb minőségű tépőzárak esetében is előbb-utóbb veszítenek rugalmasságukból és kinyúlnak, ami természetesen rontja a rögzítőképességüket, de a tapasztalatok szerint ezek a szalagok akár 10–20 ezer zárást-nyitást is minőségromlás nélkül viselnek el.
Mindemellett a tépőzár alkalmazásának bizonyos hátrányai is vannak. Ruházati cikkeken például előfordul, hogy záráskor a két szalagfelet nem pontosan fektetik egymásra, ilyenkor a horgok a velük szemben levő alapkelme felületét sértik meg és nemkívánatos bolyhozódást okoznak. Ez oda is vezet, hogy az alapkelméből leváló apró szálak előbb-utóbb szennyezik a tépőzárat, különösen a horgos felet. Ha ez bekövetkezik, ez ronthatja a tapadóerőt. A tépőzár nyitása elkerülhetetlenül jellegzetes hanghatással jár, ami bizonyos körülmények között (pl. rejtőzködő katonák esetében) hátrány lehet.

## Alkalmazási területek

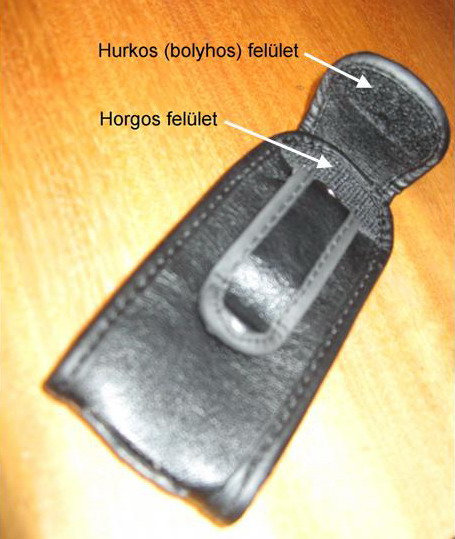
Tépőzár egy mobiltelefon tokján

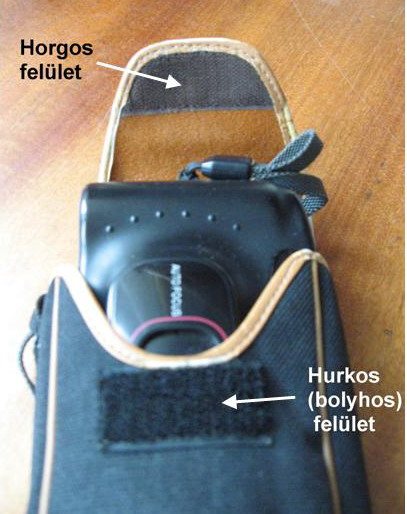
Tépőzár egy fényképezőgép tokján

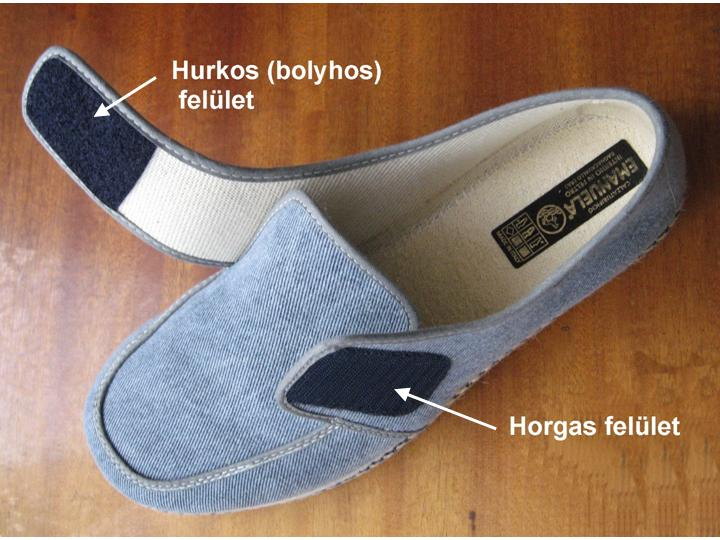
Tépőzár egy cipőn

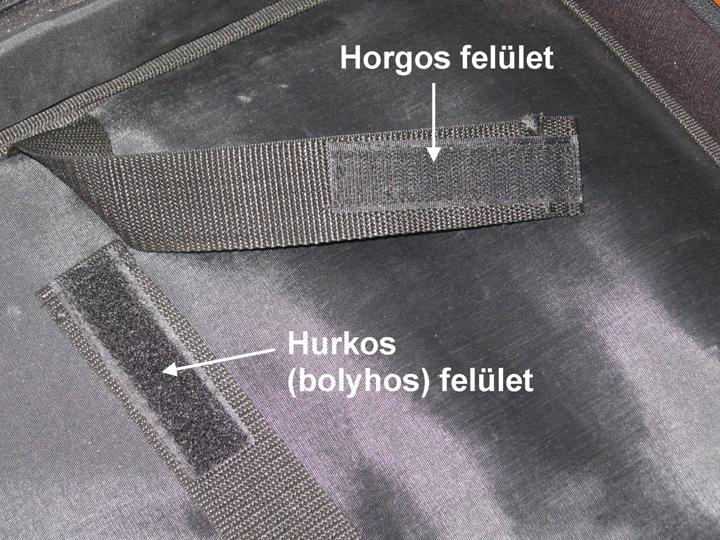
Tépőzár egy táskában, a rögzítőszalag végeinek összeerősítésére

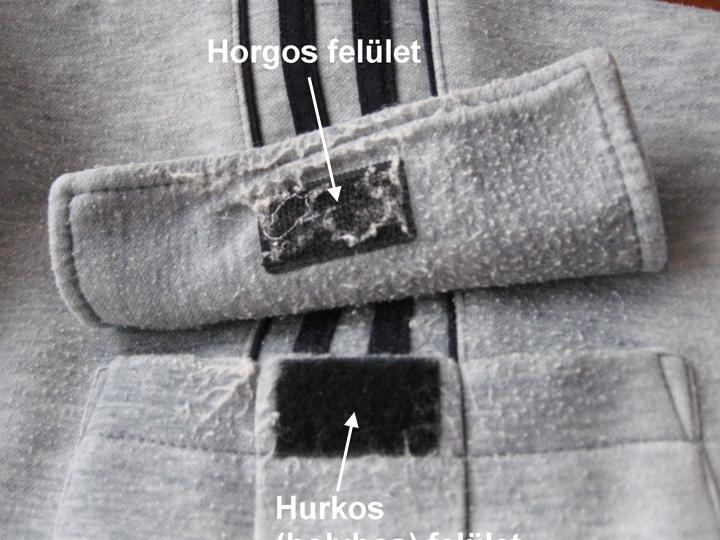
Tépőzár egy tréningnadrágon. Látható, hogy hosszabb idő alatt a horgok szálakat húznak ki az alapkelméből, ami szennyezi a tépőzárat

A tépőzárral történő oldható rögzítés igen sokféle területen kiválóan bevált. Mindenekelőtt a ruházkodásban terjedt el széles körben: eredményesen alkalmazzák gombok, csatok, cipzárak helyett kabátokon, nadrágokon, zsebeknél, cipők, szandálok és csizmák zárására (cipőfűző vagy csatok helyett). Emellett alkalmazásra talált különböző bőrdíszműárukon (táskákon, bőröndökön, tárcákon stb.), hátizsákokon, sporteszközökön, szőnyegek, függönyök, kárpitok rögzítésénél, az egészségügyben pelenkák, maszkok, gyógyászati segédeszközök rögzítésénél stb., még mesterséges szív rögzítésére is használják. Kiválóan bevált a járműiparban például üléshuzatok rögzítésére, egyes felszerelési tárgyak, kábelek rögzítésére, valamint az űrhajózásban szintén tárgyak rögzítésére és az űrhajós öltözékek egyes elemeinek zárására, rögzítésére. Az űrhajósok öltözékében speciális felhasználásokkal is találkozunk: a sisakba épített tépőzárbélyeg például orruk megvakarását teszi lehetővé. Nagy felhasználója a tépőszalagoknak a hadsereg is, amely az egyenruhákon sok helyütt alkalmazza ezt a záróelemet. (A fentiekben említett hátrány kiküszöbölésére a Velcro cég kifejlesztette az USA hadserege számára a zajtalanul nyitható változatot is.) Ugyancsak katonai alkalmazás, hogy tépőszalaggal rögzítenek lövedékálló kerámialemezeket katonai járművek oldalára. Felhasználják a tépőzárat műgyep rögzítésére, sőt paróka rögzítésére is.
Különböző felhasználási területek igényeinek megfelelően ma már gyártanak hőáló (meta-aramid szálakból készített), különlegesen nagy szilárdságú (para-aramid szálakból álló), elektromosan vezető és vízálló tépőzárváltozatokat is. Az űrhajózásban használnak olyan tépőzárat, amelyen a horgokat Teflonból, a másik felet üvegszál szalagból kiálló poliészter hurkokból alakítják ki. Kifejlesztették a szalagok rugalmas változatát is.
A tépőzárakat ma már különböző formákban hozzák forgalomba. A legelterjedtebbek a különböző szélességű szalagok, amelyeket a felhasználó a szükséges hosszúságokra darabolhat fel, de emellett kaphatók előre elkészített négyzetes, kör alakú stb. formák is, öntapadós vagy felvarrható kivitelben egyaránt. Gyűrű alakú rögzítések készítésére (pl. kábelkötegek rögzítésére) olyan változat is készül, amelynél a szalag egyik végén az egyik oldalt horgok, a másik végén a másik oldalt hurkok borítják, így amikor a két szalagvéget összeillesztik, egymáshoz rögzíthetők.
Kialakult egy új sportág is: a „tépőzárugrás”. Itt a résztvevők a tépőzár egyik elemével borított ruházatot viselnek és nekiugranak egy felfújt falnak, amelyet a tépőzár másik elemével vontak be. A két záróelem összetapad és megtartja az ugrót a falon.

## Újabb fejlesztések
Gombafejes tépőzár
A horgokat helyettesíthetik gomba alakú kis tüskék is, amelyek feje beleakad az ellenoldal szálakból kialakított hurkaiba. Ez az ún. „gombafejes tépőzár”. Ennek „Dual Lock” illetve „Duotec” márkanevű változata műanyagból (pl. polipropilénből) készül. Az alaplemezből apró, gomba alakú „tüskék” állnak ki szabályos elrendezésben és olyan kialakításban, hogy két ilyen lemez a „tüskés” oldalával egymás felé fordítva nyomásra összekapaszkodik: a „gombafejek” egymásba kapaszkodnak. Ez igen erős, de mégis oldható kötést eredményez. A lemezeket többnyire ragasztós hátoldallal készítik. Nem ruhadarabokon alkalmazzák, hanem tárgyak rögzítésére.
Egymásba csúsztatható rögzítőelemek
Leonard Duffy nevéhez fűződik egy másfajta megoldás. Itt nem horgok kapcsolódnak hurkokhoz, hanem egymásba csúsztatható, szigetszerűen kiemelkedő elemek rögzítik az összeillesztendő két felet. Ez a megoldás erősebb kötést biztosít, tartósabb a tépőzárnál (amelynek bolyhos része hamarabb elkophat, és a horgok kitágulhatnak), kevésbé kényes a szennyeződésre, hangtalanul nyitható, emellett lég- és páraáteresztő alapra készült, ami - ha például kötszer rögzítésére használják - előnyös a viselés szempontjából. Hátránya viszont, hogy terjedelmesebb, mint a tépőzár, és nem annyira hajlékony. Duffy ezzel a találmányával 2007-ben elnyerte a NASA által kiírt Invention „Create the Future” (Jövőteremtés) feltalálói díjat.
Fém tépőzár
Németországban kísérleteznek azzal is, hogy a horgokat fémlemez felületén alakítsák ki.
Nanotépőzár
Az USA-ban kísérletek folynak az ún. „nanotépőzár” létrehozására, amelyben a horgokat szén nanocsövecskékből állítanák elő. A nano méretű horgok a jelenleginél sokkal nagyobb számban boríthatnák a felületet, megsokszorozva ezzel a rögzítőerőt.
A nanotépőzár egy másik változata egy olyan készítmény, amelyet a gyógyászatban alkalmaznak. Valójában ez nem textilipari eljárással készül, hanem egy biopolimer (chitosan), amelyet egyes rákfélék páncéljából vonnak ki és amely horgok módjára képes rátapadni az élő szervezet egyes szöveteire, hasonlóképpen, mint a valódi tépőzár. Ez a jelenleg fejlesztés alatt álló eljárás a sebkezelésben lenne alkalmazható.

## Lásd még
- George de Mestral
- 3M Dual-Lock